# Agawa królowej Wiktorii
Agawa królowej Wiktorii (Agave victoriae-reginae T.Moore) – gatunek rośliny z rodziny szparagowatych (Asparagaceae) z podrodziny agawowych (Agavoideae). W naturze występuje w rozproszeniu na pustyni Chihuahua w północno-wschodnim Meksyku. Rośnie tam na podłożu wapiennym, często porasta zagłębienia na stromych zboczach, tworząc duże kolonie. Zasiedla obszary położone na rzędnych między 500 i 1700 m n.p.m. Mimo rejestrowania zmniejszania zasobów z powodu urbanizacji, górnictwa i pozyskiwania okazów z natury do uprawy gatunek uznawany jest z powodu znacznych zasobów za niezagrożony (gatunek najmniejszej troski). Roślina rozpowszechniona jest w uprawie jako ozdobna.

## Morfologia

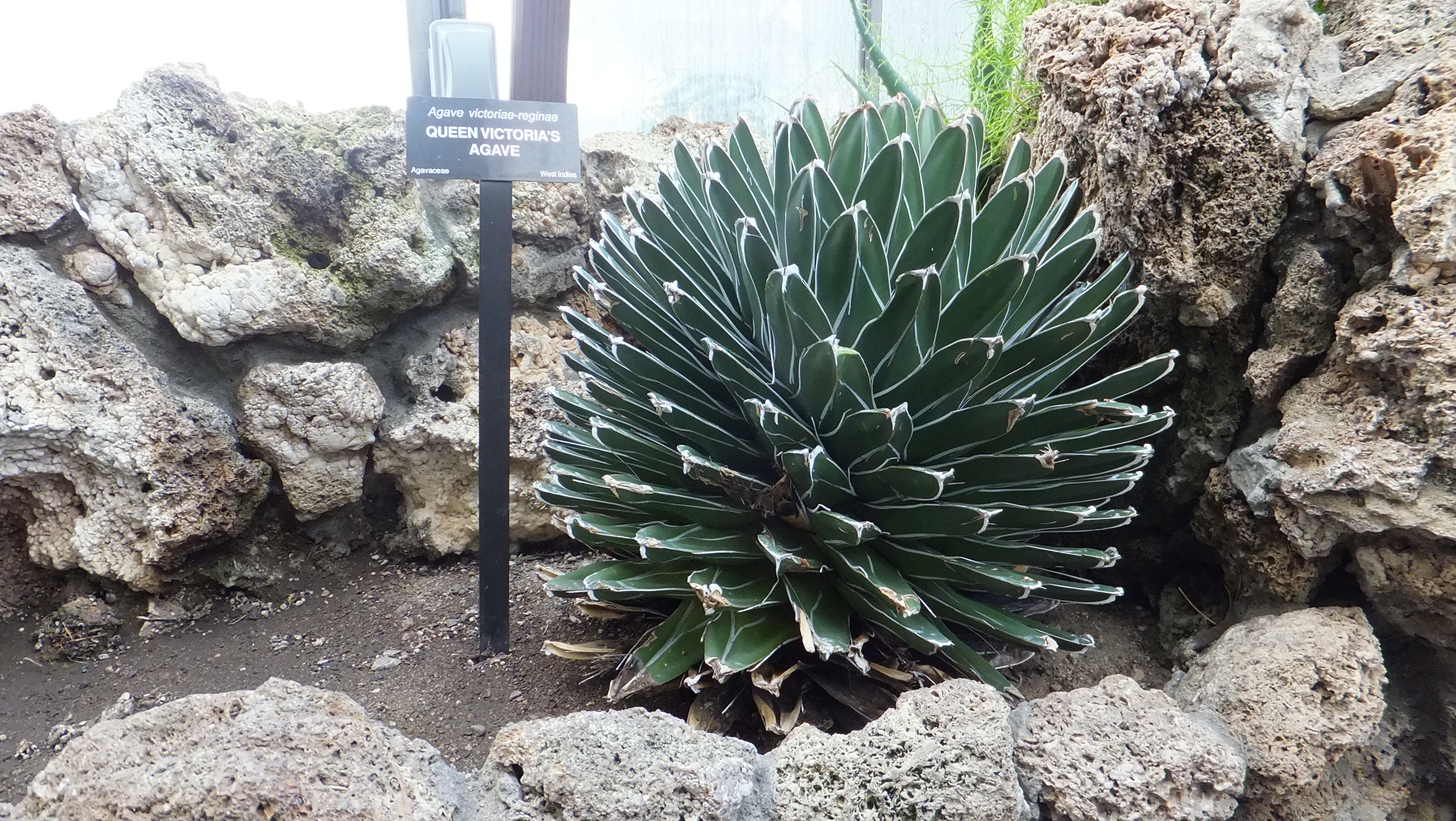
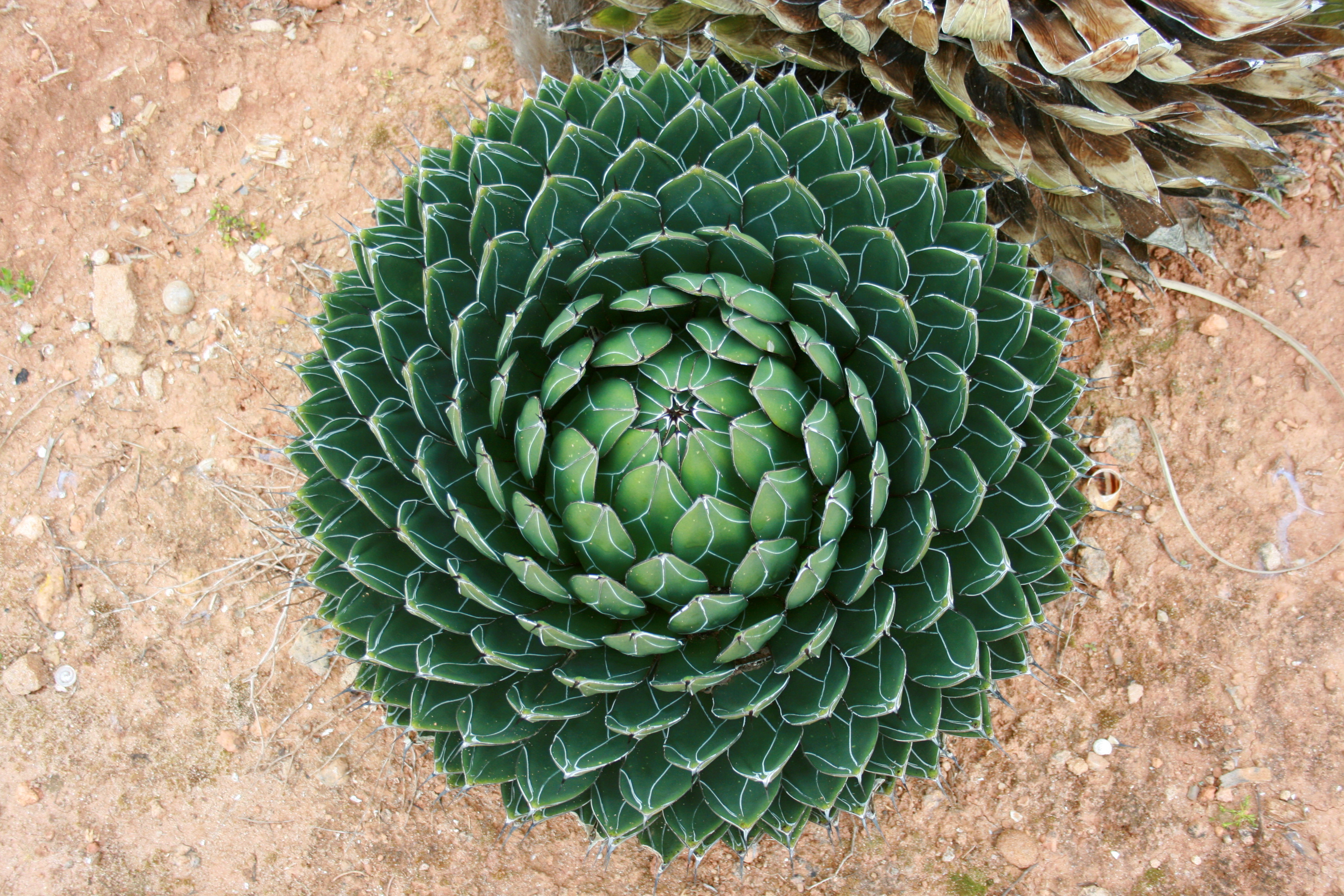
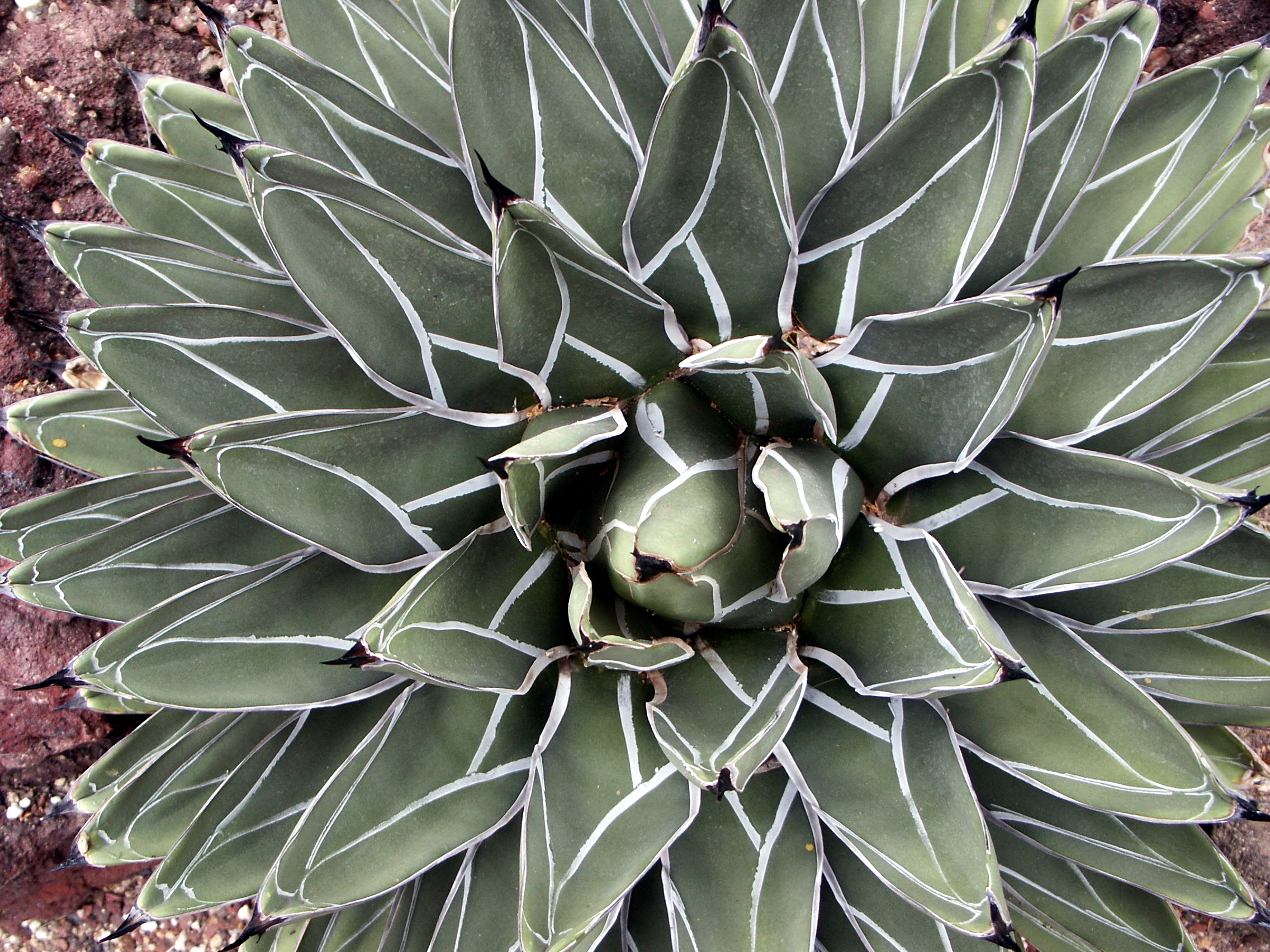
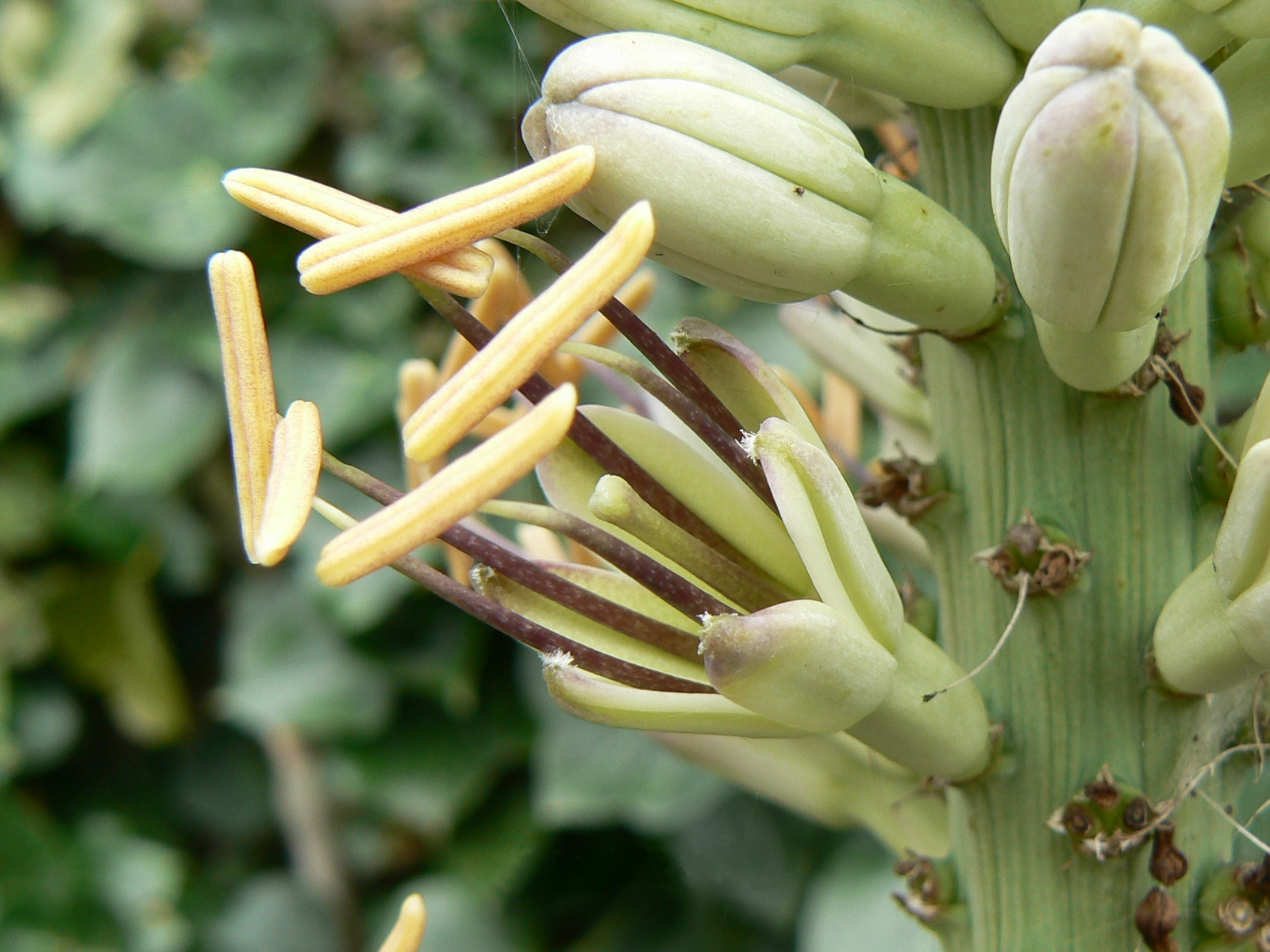
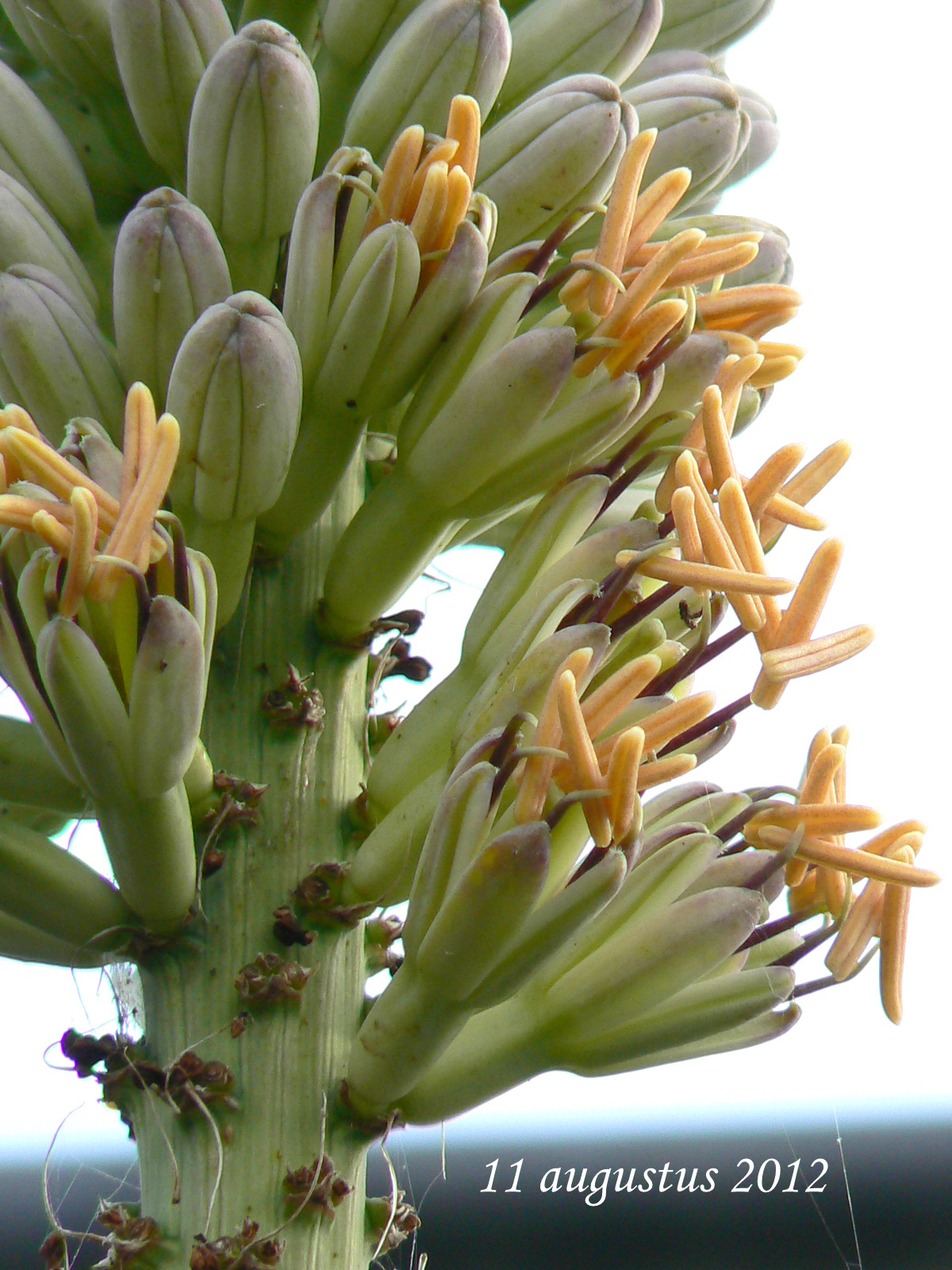
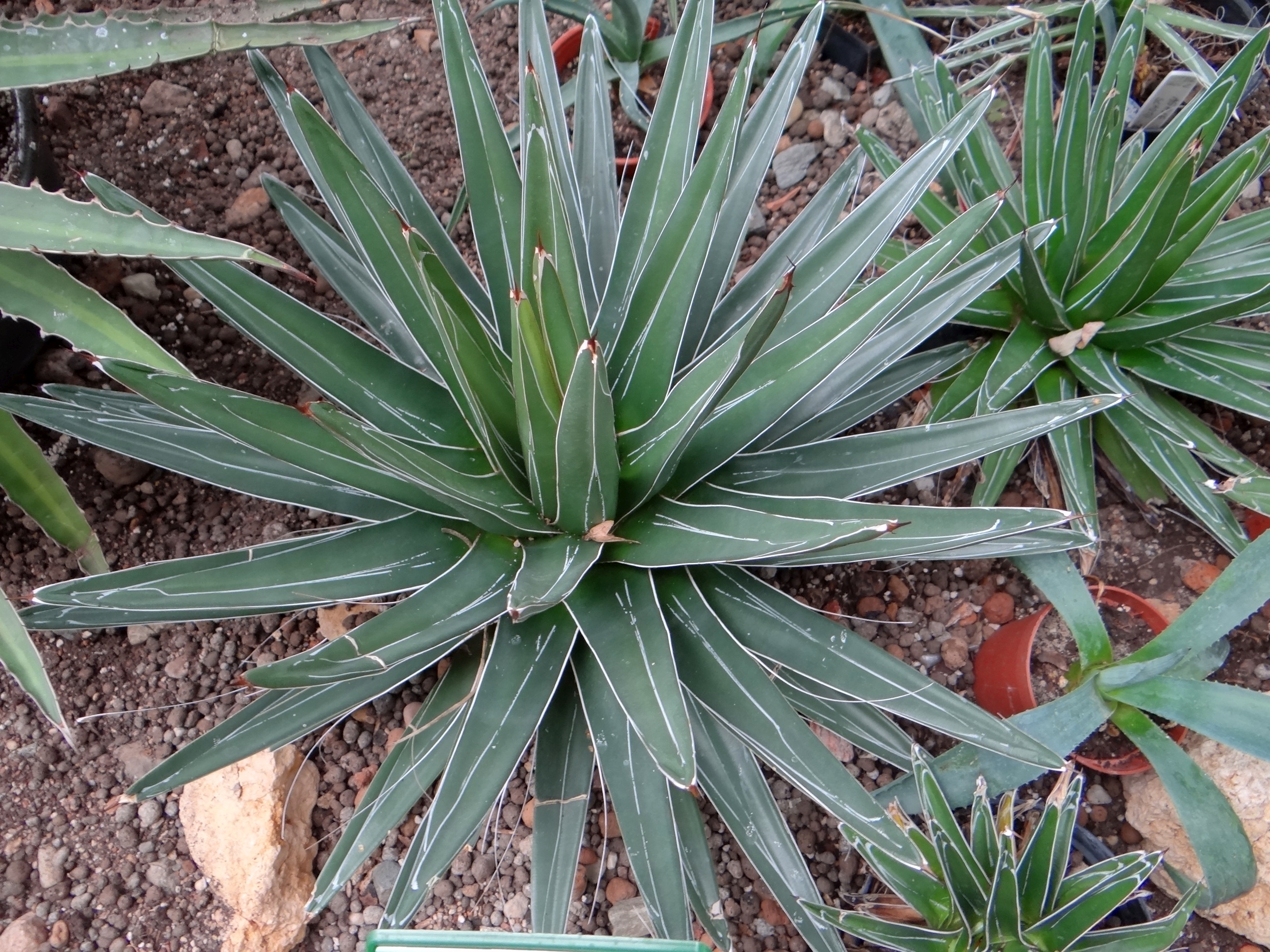

PokrójSukulent ogólnym pokrojem przypominający inne agawy. Łodyga silnie skrócona. Tworzy pojedyncze, zwarte rozety, rzadko rośnie w kępach lub rozgałęzia się u podstawy. Rośnie wolno, po wielu latach może osiągnąć wysokość do 45 cm i podobną średnicę (wyjątkowo 60 cm), rzadko jednak przekracza wysokość 25 cm.
LiścieZebrane w gęstą rozetę liściową o mniej więcej kulistym pokroju. Różyczka liściowa złożona z grubych, sztywnych liści o długości 15–20 cm i szerokości około 3 lub 4–6 cm, kształtu równowąskiego do jajowatego, na szczycie zaokrąglone, od spodu zaokrąglone lub z ostrym grzbietem. Na szczycie z czarnym kolcem trójkątnie stożkowatym, z szeroką nasadą osiągającym od 1,5 do 3 cm długości. Brzeg liścia zwykle bez kolców i ząbków. Charakterystyczną cechą liści są białe obrzeżenia oraz cienkie, białe paski o szerokości 2–5 mm na środku blaszki liściowej.
KwiatyZebrane w gęsty, kłosokształtny i widlasto rozgałęziający się kwiatostan, pojawiający się po około 20–30 latach wzrostu rośliny. Osiąga on 3–5 m wysokości i nieco ponad 4 cm średnicy, przy czym kwiaty skupione są w górnej jego połowie. Kwiaty osiągają nieco ponad 4 cm długości, są różnie zabarwione, zwykle zielonkawożółte, czerwono lub purpurowo nabiegłe. Okwiat u nasady zrośnięty w krótką, lejkowatą rurkę (do 3 mm długości). Listki okwiatu osiągają ok. 18–20 mm długości. Zalążnia gruba, ok. 2 cm długości, ze ściętą, krótką szyjką słupka. Pręciki z nitkami o długości ok. 5 cm i żółtymi lub brązowymi pylnikami o długości ok. 2 cm. Roślina po zakwitnięciu i wydaniu owoców obumiera.
OwoceJajowate torebki o długości do 2 cm i szerokości 1–1,3 cm, zaokrąglone u nasady, a na szczycie zaostrzone. Zawierają nasiona półkoliste lub kształtu łzy, na powierzchni żyłkowane i z wąskim skrzydełkiem na brzegu. Osiągają do 5 mm długości i szerokości ok. 3 mm.

## Uprawa
Jest uprawiana jako roślina ozdobna. Przez niektórych uważana jest za najpiękniejszą z agaw. Poza formami typowymi wyhodowano także mieszańce z Agave asperrima i Agave lechuguilla. Wśród roślin rosnących w naturze wyszukiwane są także okazy o nietypowej budowie, zwłaszcza karłowe, różniące się kształtem liści, wielkością białych pasków, długością i kształtem szczytowego kolca. Wprowadzane są one do upraw i opisywane jako formy.
Rośliny tego gatunku znoszą tylko niewielkie przymrozki (strefy mrozoodporności 9–12), z tego względu w Polsce mogą być uprawiane tylko jako rośliny pokojowe lub w ogrzewanych szklarniach.
Agawa ta preferuje miejsca słoneczne. Najlepszym podłożem jest próchniczna lub gliniasta gleba z dużym dodatkiem żwiru lub gruboziarnistego piasku. Nie toleruje dużej wilgoci w podłożu, dobrze natomiast znosi suszę i wietrzną pogodę. Zimą przechodzi okres spoczynku. Najlepiej wówczas przenieść ją do chłodnego pomieszczenia (najlepiej o temperaturze 6–12 °C). Wiosną dobrze jest wynieść ją na pole, należy jednak stopniowo przyzwyczajać ją do silniejszego światła. Nawozi się tylko dwa razy w roku – najlepiej w kwietniu i lipcu. Stosuje się nawóz z dużą ilością potasu.
Rozmnażana jest z nasion.